# Edson Taschetto Damian
Edson Taschetto Damian (ur. 4 marca 1948 w Jaguari) – brazylijski duchowny rzymskokatolicki, w latach 2009–2023 biskup São Gabriel da Cachoeira.

## Życiorys
Święcenia kapłańskie przyjął 20 grudnia 1975 i został inkardynowany do diecezji Santa Maria. Przez kilkanaście lat pracował jako duszpasterz parafialny. W latach 1987–1999 przebywał jako misjonarz w diecezji Pelotas, gdzie pełnił funkcje m.in. wicedyrektora miejscowego instytutu teologicznego. W 1999 rozpoczął pracę duszpasterską w diecezji Roraima i objął funkcję wikariusza generalnego tej diecezji, a następnie został koordynatorem duszpasterstwa w diecezji.
4 marca 2009 został mianowany biskupem São Gabriel da Cachoeira. Sakry biskupiej udzielił mu 24 maja 2009 bp José Song Sui-Wan.
8 listopada 2023 papież Franciszek przyjął jego rezygnację z urzędu.